# Marie Anne Sala
Pour les articles homonymes, voir Sala.
Marie Anne Sala (21 avril 1829 - 24 novembre 1891) est une religieuse italienne, professant dans la congrégation des sœurs de Sainte Marcelline. Elle servit tout au long de sa vie en tant qu'enseignante et éducatrice auprès des jeunes filles dans les villes du nord de l'Italie, exerçant son travail au nom de Dieu.

## Biographie
Elle fait sa profession à 19 ans en 1848. Elle mène son ministère jusqu'en 1883, année où elle apprend qu'elle a contracté un cancer de la gorge. La progression de la maladie rend alors difficile son engagement enseignant, mais elle se retire dans une vie de prière et de service plus humble auprès de sa communauté et des jeunes filles. Elle meurt le 24 novembre 1891 à l'âge de 62 ans, après avoir mené une vie religieuse exemplaire. Parmi ses dernières élèves figure la mère du futur pape Paul VI.
Sa béatification est célébrée le 26 octobre 1980 par le pape Jean-Paul II.